# Струйсько
Струйсько (рос. Струйско) — присілок в Плюському районі Псковської області Російської Федерації.
Населення становить 7 осіб. Входить до складу муніципального утворення Лядська волость.

## Історія
Від 2015 року входить до складу муніципального утворення Лядська волость.

## Населення
| 2001 | 2002 | 2010 |
| ---- | ---- | ---- |
| 2    | →2   | ↗7   |